# Narodni park močvirja Šiši
Park mokrišče Šiši (kitajsko: 西溪国家湿地公园) je zavarovano mokrišče na Kitajskem, ki je v zahodnem delu mesta Hangdžov v provinci Džedžjang, 5 kilometrov od Zahodnega jezera in ima skupno površino 1150 hektarjev. Park sestavlja šest glavnih vodotokov, med katerimi so raztreseni različni ribniki, jezera in močvirja. Je sekundarno mokrišče v mestu in je poimenovano po reki Šiši. Šiši je bilo nekoč skupaj z Zahodnim jezerom in Šilingom znano kot Trije zahodi. Mokrišče je nacionalna turistična atrakcija stopnje 5A. Leta 2005 je bilo uradno razglašeno za narodni park mokrišč Šiši.
Mokrišče Šiši ima več kot 4000 let dolgo zgodovino in bogato kulturno dediščino. Je prvotno prizorišče kitajske južne opere, kjer poteka tradicionalno tekmovanje v vožnji zmajevih čolnov in kjer je živahno življenje vodne vasi s hranjenjem sviloprejk in proizvodnjo svile. V zadnjih tisoč letih se je razvila vodna kultura, ki združuje ribnike in gojenje sviloprejk z murvami. Sveti jesenski snežni tempelj vsako leto obišče 720.000 ljudi in je pomembno izobraževalno središče o mokriščih. Nahaja se v zahodnem jezerskem okrožju.

## Zgodovina
Park mokrišče Šiši ima šeststopenjsko zgodovino od kulture Liangdžu do Republike Kitajske.
V obdobju kulture Liangdžu je mokrišče Šiši dobilo svojo začetno obliko. Velik del ozemlja iz obdobja kulture Liangdžu danes ni več. Območje gore Laohe je bilo prav tako vključeno v mokrišče.
V času dinastij Han in Tang so se okoli mokrišča Šiši začela pojavljati zgodnja naselja. Ljudje so svojo vas poimenovali 'vas Tang'. V obdobju petih dinastij so bile okoli mokrišča postavljene garnizije.
V času dinastij Song in Juan je mokrišče Šiši doživelo velik razvoj. V dinastiji Južni Song je cesar Gaozong Song oboževal mokrišče in ga želel postaviti za glavno mesto. V močvirju je bila kraljeva rečna cesta, ki se je preoblikovala v pomembno prometno reko in vojaško območje.
Lokalna oblast v obdobju dinastij Ming in Čing je začela urejati poplave. Prebivalci so hranili sviloprejke na kopnem in ribe v reki. Lepota dežele in rek je privabljala številne umetnike k pisanju pesmi in slikanju.
Leta 2002 je bilo mokrišče Šiši dodeljeno Hangdžovu in okrožju Šihu. Z rastjo industrializacije so se na območje preselile tudi tovarne, kar je povzročilo onesnaženje v močvirja. Avgusta 2003 se je začel projekt zaščite mokrišča Šiši, da bi ohranili divje živali in znamenitosti, in postal je prvi narodni mokriščni park na Kitajskem.

## Znamenitosti
| Območje                       | Oopis |
| ----------------------------- | --- |
| Meglena ribiška vas           | Najbolj opazna zaradi pokrajine vrb, meglic, megle in dima iz kuhinjskih dimnikov.                                                                       |
| Slamnata streha iz sidrišča   | Zdi se kot otok, ki plava na vodi – od tod izvira ime Ančorage'.                                                                                         |
| Jesenski snežni tempelj       | Svoj sloves si je pridobil zaradi belih cvetov rogoza, ki cvetijo pozimi in plešejo na nebu, podobno kot pozimi sneg.                                    |
| Globoka ustja bazena          | Dostopen je le z ladjo in je prizorišče letnega tekmovanja v zmajevih čolnih.                                                                            |
| Slamnata streha Šiši          | Nekoč je bila druga hiša znanega zbiratelja Fen Mengdžena v pozni dinastiji Ming, ki je beležila umetniško življenje »ležanja na vodi in okušanja čaja«. |
| Slivova vila Šiši             | Ima pridih puščavništva, saj je sliva v kitajski kulturi simbol puščavnika.                                                                              |
| Slivova in bambusova graščina | Skrita je v slivovih in bambusovih gozdičkih, kjer so se srečevali pesniki v dinastiji Qing.                                                             |
| Vodna podstrešja Šiši         | Je prostor za zbiranje knjig in branje; razdeljen na dva dela, imenovana »Študijna soba Modrega potoka« (zahod) in »Posedovanje knjig« (vzhod).          |

## Rastlinstvo in živalstvo
Mokrišče Šiši velja za »zelena pljuča v raju«. V njem živi 221 vrst, 182 rodov, 85 družin žilnih rastlin, 7 fitoplanktona in 6 vrst vegetacije. Raste 2802 stara drevesa kakija. Tudi ptičji viri v mokrišču so izjemno bogati, saj jih je 89, 12 redov in 26 družin, kar predstavlja skoraj 50 % vseh ptic v Hangdžovu.
Tipične ptice so mala bela čaplja, divje gosi, vodomec, raca mlakarica in srebrni fazan (Lophura nycthemera).
Vodne živali so krapi, kleni, kozice, jegulje in rakovice.
Med vegetacijo sodijo kaki, vrba, kafra, bambus, murva, sliva, breskev, brest, lotos, javor, topoli in hibiskus.

## Kulturni prispevek
Literatura
Hong Džong je bil znan sodnik v dinastiji Ming. V mokrišču Šiši je zgradil velik dvor, ki ga sestavljajo cerkve, parki in kolidži, imenovani Hong Džong Bie Je. Ta ogromna aristokratska rezidenca je ena glavnih oblik vrta Grand View v enem od štirih klasičnih romanov kitajske književnosti, Hong Lou Meng.
Vas
Mokrišče Šiši ima tudi nematerialno kulturno dediščino, saj ohranja kitajsko kulturo v teh štirih starodavnih vaseh: vasi gojenja kulture Šiši, kulturni vasi Vu Čang, umetniški vasi Šiši in vasi meščanov Šiši.
Festivali
V parku mokrišče Šiši poteka pet tradicionalnih festivalov.
1. Novoletni festival zimske sladkosti: Iz dinastije Song je zimska sladkost ena od znanih rož v močvirju Šiši in obstajajo stotine pesmi, ki hvalijo zimsko sladkost v Šiši. V dinastiji Čing je pesnik Gong Zidžen pohvalil zimsko sladkost kot »eno od treh najboljših zimskih sladkosti v južni Kitajski«.
2. Festival stotih rož Šiši: Ta festival se je začel v dinastiji Ming, saj je stara vlada ta dan označila za rojstni dan vseh rož. Ljudje gradijo skulpture iz rož, da bi vsako leto aprila proslavili rojstni dan rož.
3. Festival zmajevih čolnov: Tekmovanje v vožnji zmajevih čolnov se je začelo v južni dinastiji Song, da bi razvili timsko delo in duh solidarnosti. Leta 2008 se je ponovno začel festival zmajevih čolnov; ljudje se vsako leto junija zberejo, da bi tekmovali in praznovali festival Duan Vu.
4. Festival kakijev: Že od dinastije Song so v močvirju Šiši začeli saditi kakije. Trenutno je tam 15.000 dreves kakijev, od katerih jih več kot 4000 živi že več kot sto let. Cesar Čjanlong v dinastiji Čing je rad jedel kakije in je ustanovil ta festival. Po tradiciji ljudje vsak september nabirajo kakije in uživajo v lepoti močvirja Šiši.
5. Festival trstičja: Trstičje v močvirju je eno od treh najlepših v Hangdžovu. Jeseni se morje trstičja v vodi ziblje v vetru. Ko se peljete s čolnom, je trstičje povsod okoli vas. Zahajajoče sonce in trstičje ustvarjata čudovit prizor. Vsak november se ljudje vozijoo s čolnom in uživajo v lepoti trstičja.